# Лягушье (озеро, Казахстан)
Лягушье (каз. Лягушье) — озеро в Кызылжарском районе Северо-Казахстанской области Казахстана. Находится к северо-западу от села Надежка. Впадает проток из р. Ишим.
По данным топографической съёмки 1940-х годов, площадь поверхности озера составляет 3,2 км². Наибольшая длина озера — 4,1 км, наибольшая ширина — 1,5 км. Длина береговой линии составляет 12,9 км, развитие береговой линии — 2. Озеро расположено на высоте 99,2 м над уровнем моря.